# Rhinanthus vassilczenkoi
Rhinanthus vassilczenkoi är en snyltrotsväxtart som beskrevs av L.I. Ivanina och M.I.Karasyuk. Rhinanthus vassilczenkoi ingår i släktet skallror, och familjen snyltrotsväxter. Inga underarter finns listade i Catalogue of Life.